# Сидерофоры
Сидерофоры (греч. σίδηρος + φόρος — носитель железа) — выделяемые некоторыми микроорганизмами химические соединения, хелатирующие ионы железа.
При рН близком к нейтральному (~7) ионы Fe3+ обладают очень низкой растворимостью в воде, поэтому микроорганизмы не могут усваивать железо непосредственно из окружающей среды.
Такие ионы образуются в аэробных условиях (например, в почве) из ионов Fe2+.
Последние обладают высокой растворимостью и могут усваиваться микроорганизмами.
Выделенный в среду сидерофор образует комплекс с ионами Fe3+, который впоследствии попадает внутрь клетки микроорганизма с помощью механизмов активного транспорта.
Многие сидерофоры принадлежат к группе так называемых нерибосомальных пептидов.
Также большая группа сидерофоров является производными гидроксамовой кислоты, которая является очень сильным хелатором.
Другими стратегиями увеличения растворимости, а значит, биодоступности ионов Fe3+ является увеличение кислотности среды, используется, например, корнями растений, или внеклеточное восстановление Ионов Fe3+ к более растворимым ионам Fe2+.

## Сидерофоры как антимикробные соединения
При инкубировании спор Aspergillus nidulans в присутствии сидерофора катехолового типа, вырабатываемого Escherichia coli, наблюдалось подавление роста гриба. На клеточном уровне оно сопровождалось накоплением активных форм кислорода и повреждением клеточной мембраны. Сидерофор-зависимые системы ассимиляции железа бактерий могут быть использованы для доставки внутрь клетки конъюгатов сидерофоров с антибиотиками.